# Grand Prix de Voleibol de 1999
O Grand Prix de Voleibol de 1999 foi a sétima edição do torneio anual organizado pela Federação Internacional de Voleibol. Foi disputado por oito países, de 13 a 29 de agosto. A Fase Final foi realizada em Yuxi, na China.
A Rússia derrotou o Brasil por 3 sets a 0 na final e conquistou o segundo título do Grand Prix. A China conquistou a medalha de bronze ao derrotar a Itália por 3 sets a 1.

## Calendário
| Semana 1 13-15 de agosto          | Semana 1 13-15 de agosto        | Semana 2 20-22 de agosto         | Semana 2 20-22 de agosto         |
| Grupo A: Macau                    | Grupo B: Genting, Malásia       | Grupo C: Fong San, Taipé Chinesa | Grupo D: Manila, Filipinas       |
| --------------------------------- | ------------------------------- | -------------------------------- | -------------------------------- |
| Brasil Itália China Países Baixos | Coreia do Sul Rússia Cuba Japão | Rússia Japão China Países Baixos | Cuba Coreia do Sul Brasil Itália |

## Semana 1
|       |               | MACAU   |               |
| ----- | ------------- | ------- | ------------- |
| 13/08 | Brasil        | 3:0     | Itália        |
| 13/08 | China         | 3:1     | Países Baixos |
| 14/08 | Brasil        | 3:0     | Países Baixos |
| 14/08 | China         | 0:3     | Itália        |
| 15/08 | Itália        | 3:1     | Países Baixos |
| 15/08 | China         | 1:3     | Brasil        |
|       |               | GENTING |               |
| 13/08 | Coréia do Sul | 2:3     | Rússia        |
| 13/08 | Cuba          | 2:3     | Japão         |
| 14/08 | Cuba          | 2:3     | Coréia do Sul |
| 14/08 | Rússia        | 3:0     | Japão         |
| 15/08 | Coréia do Sul | 3:1     | Japão         |
| 15/08 | Rússia        | 3:2     | Cuba          |

## Semana 2
|       |        | FONG SAN |               |
| ----- | ------ | -------- | ------------- |
| 20/08 | Rússia | 3:2      | Japão         |
| 20/08 | China  | 3:1      | Países Baixos |
| 21/08 | Rússia | 3:1      | Países Baixos |
| 21/08 | China  | 3:1      | Japão         |
| 22/08 | Japão  | 2:3      | Países Baixos |
| 22/08 | China  | 1:3      | Rússia        |
|       |        | MANILA   |               |
| 20/08 | Cuba   | 3:0      | Coréia do Sul |
| 20/08 | Brasil | 3:1      | Itália        |
| 21/08 | Itália | 1:3      | Cuba          |
| 21/08 | Brasil | 3:2      | Coréia do Sul |
| 22/08 | Itália | 3:2      | Coréia do Sul |
| 22/08 | Cuba   | 1:3      | Brasil        |

## Classificação da Fase Preliminar
| Pos | País          | Pts | V | D | SV | SP | SA    |
| --- | ------------- | --- | - | - | -- | -- | ----- |
| 1   | Brasil        | 12  | 6 | 0 | 18 | 5  | 3,600 |
| 2   | Rússia        | 12  | 6 | 0 | 18 | 8  | 2,250 |
| 3   | China         | 9   | 3 | 3 | 11 | 12 | 0,916 |
| 4   | Itália        | 9   | 3 | 3 | 11 | 12 | 0,916 |
| 5   | Cuba          | 8   | 2 | 4 | 13 | 13 | 1,000 |
| 6   | Coreia do Sul | 8   | 2 | 4 | 12 | 15 | 0,800 |
| 7   | Japão         | 7   | 1 | 5 | 9  | 17 | 0,529 |
| 8   | Países Baixos | 7   | 1 | 5 | 7  | 17 | 0,412 |

## Fase Final - Yu Xi, China
|  | Semifinais | Semifinais      |              |        | Final           | Final    |  |
|  |            |                 |              |        |                 |          |  |
|  | 27/ago     |                 |              |        |                 |          |  |
|  | China      | 1 : 16 25 24 22 |              |        |                 |          |  |
|  | Rússia     | 3 : 25 16 26 25 |              |        |                 |          |  |
|  |            |                 |              |        |                 |          |  |
|  |            |                 |              |        | 28/ago          |          |  |
|  |            |                 |              |        | Rússia          | 3 : 25   |  |
|  |            | Brasil          | 0 : 23 22 20 |        |                 |          |  |
|  |            |                 |              |        |                 |          |  |
|  |            |                 |              |        |                 |          |  |
|  |            |                 |              |        | 3ºLugar         |          |  |
|  | 27/ago     | 27/ago          |              | 28/ago | 28/ago          |          |  |
|  | Brasil     | 3 : 28 25 23 26 |              | Itália | 1 : 25 20 23 21 |          |  |
|  | Itália     | 1 : 26 19 25 24 |              |        | China           | 3: 19 25 |  |

## Classificação Final
| #       | Equipe        |
| ------- | ------------- |
| Gold.   | Rússia        |
| Silver. | Brasil        |
| Bronze. | China         |
| 4.      | Itália        |
| 5.      | Cuba          |
| 6.      | Coreia do Sul |
| 7.      | Japão         |
| 8.      | Países Baixos |

## Prêmios
- Jogadora Mais Valiosa (MVP):  Virna Dias
- Maior Pontuadora:  Virna Dias
- Melhor Ataque:  Yelizaveta Tishchenko
- Melhor Bloqueio:  Elena Godina
- Melhor Saque:  Lioubov Sokolova
- Melhor Levantadora:  Hélia Souza
- Melhor Líbero:  Ricarda Lima
- Melhor Recepção:  Virna Dias